# Val do Dubra
Val do Dubra (galicisch und offiziell; kastilisch Valle del Dubra) ist ein Municipio in der autonomen Gemeinschaft Galicien in Spanien. Es gehört der Provinz A Coruña an. 2024 hatte die Gemeinde 3.734 Einwohner.

## Lage
Val do Dubra liegt 23 Kilometer nördlich von Santiago de Compostela.

## Bevölkerungsentwicklung der Gemeinde
Legende: Buján___Valle del Dubra___Val do Dubra

Quelle: INE-Archiv – grafische Aufarbeitung für Wikipedia

Steinkisten von Onddi und Pedra do Home
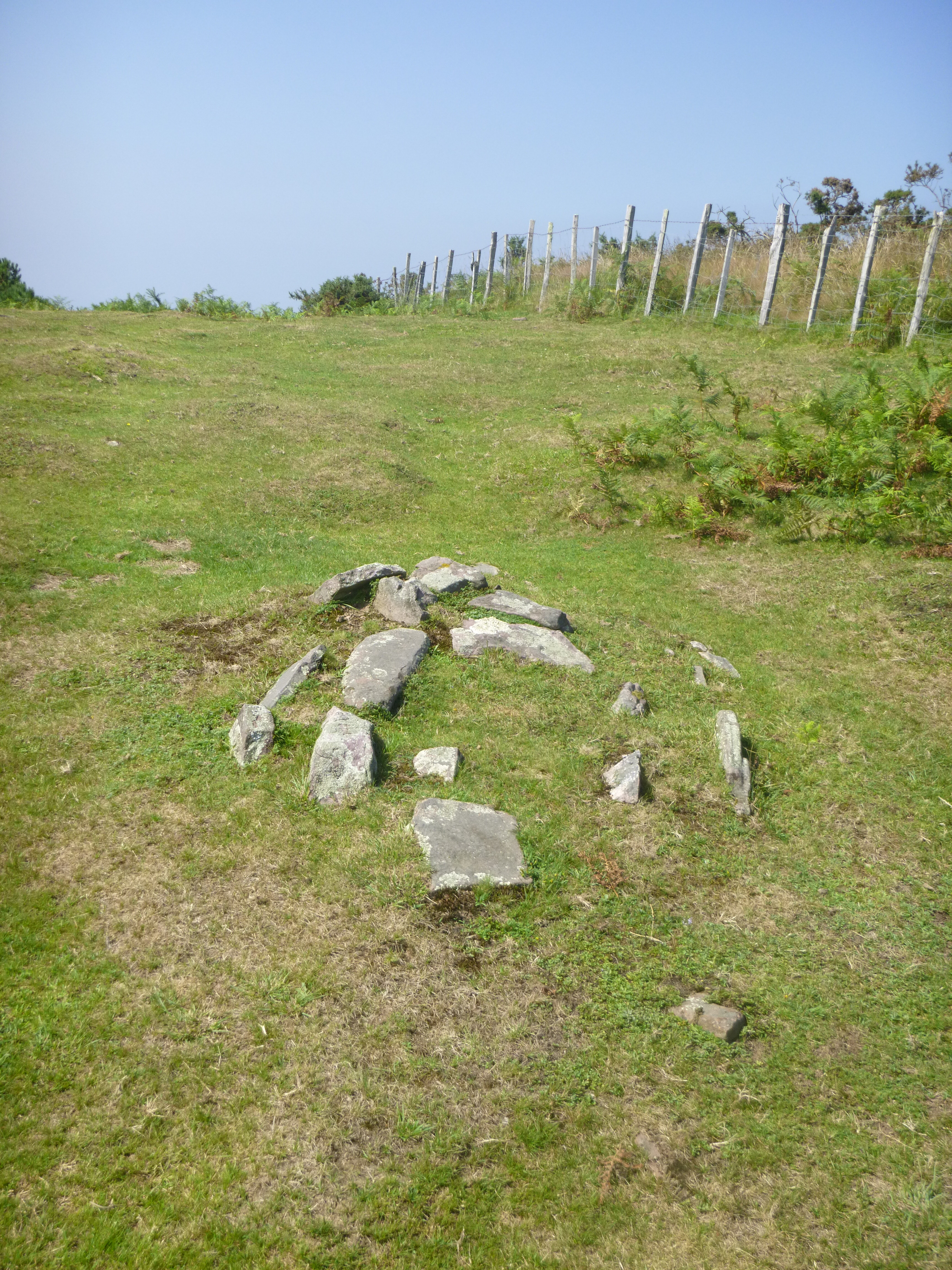
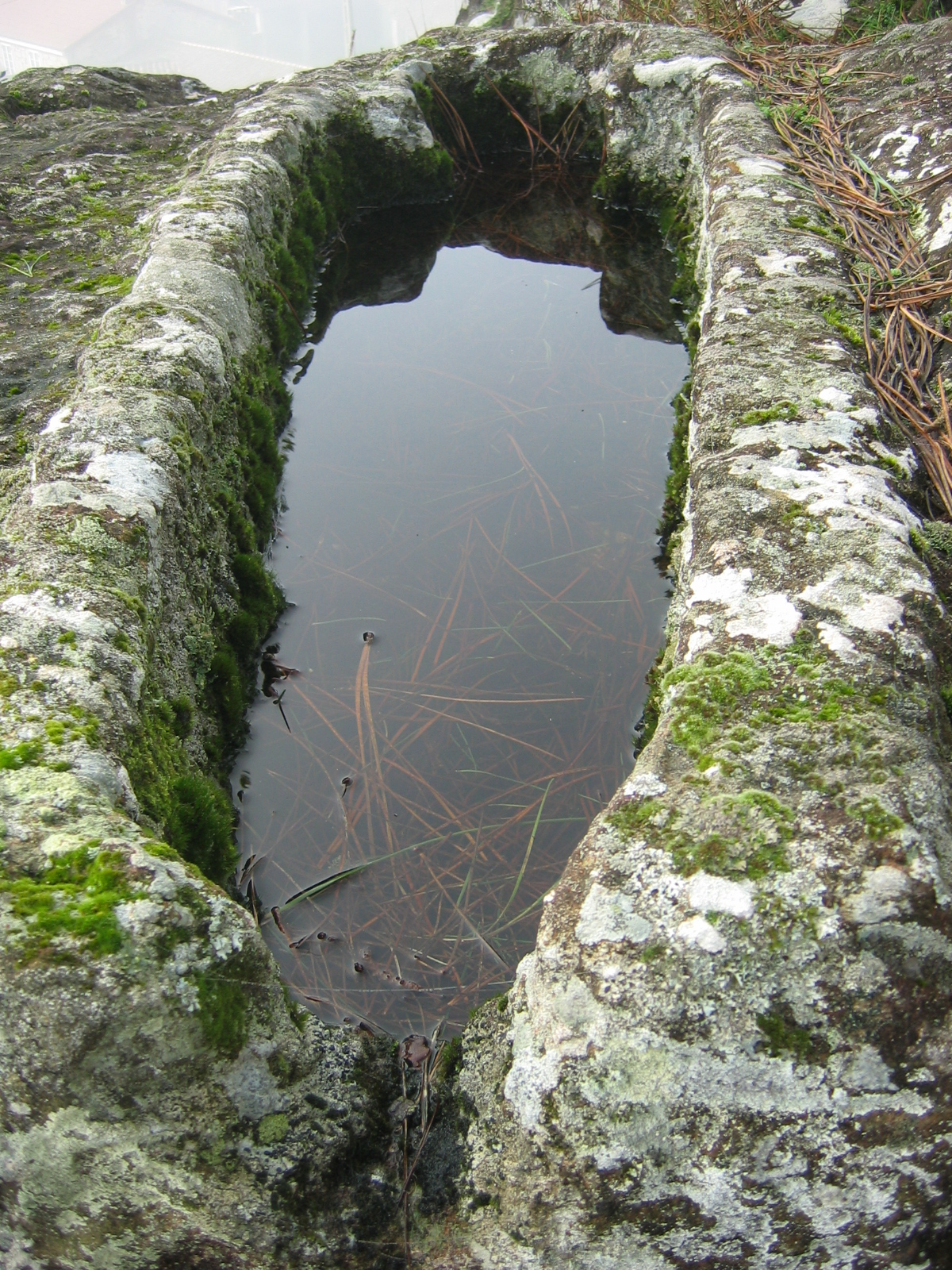
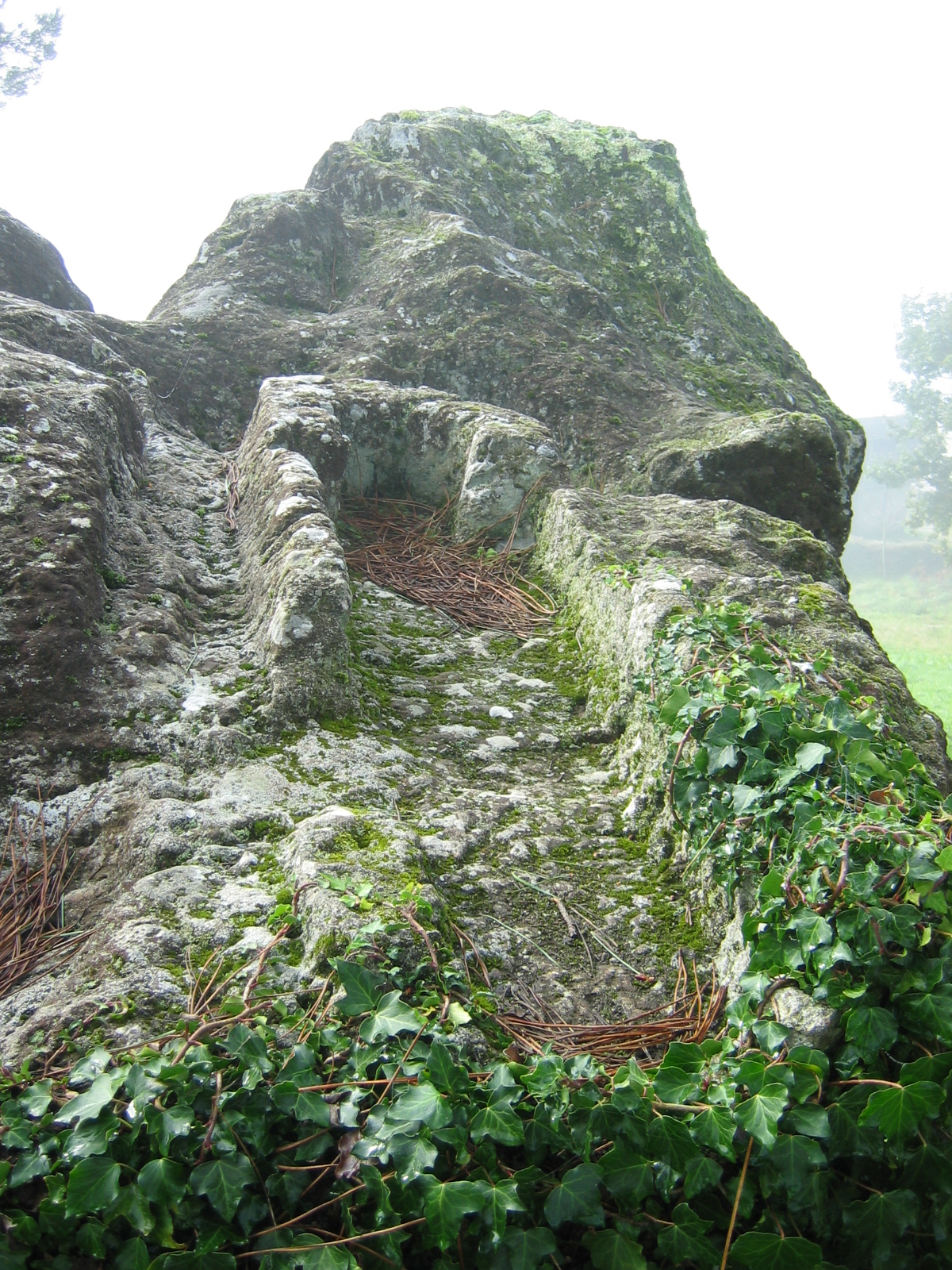

## Gemeindegliederung
Die Gemeinde Val do Dubra ist in zwölf Parroquias gegliedert:
| Parroquias | Patrozinium  | Einwohner 2024 | Fläche km² | Dichte Einw./km² | Höhe msnm | Ortskennzahl |
| ---------- | ------------ | -------------- | ---------- | ---------------- | --------- | ------------ |
| Arabexo    | Santa María  | 208            | 13,81      | 15               | 297       | 15088010000  |
| Bembibre   | San Salvador | 1.192          | 5,17       | 231              | 213       | 15088020000  |
| Buxán      | Santiago     | 237            | 8,51       | 28               | 282       | 15088030000  |
| Coucieiro  | San Martiño  | 314            | 11,71      | 27               | 341       | 15088040000  |
| Erviñou    | San Cristovo | 127            | 6,64       | 19               | 277       | 15088050000  |
| Niveiro    | San Vicente  | 211            | 11,54      | 18               | 333       | 15088060000  |
| Paramos    | Santa María  | 164            | 6,67       | 25               | 383       | 15088070000  |
| Portomeiro | San Cosme    | 114            | 8,67       | 13               | 323       | 15088080000  |
| Portomouro | San Cristovo | 346            | 7,41       | 47               | 255       | 15088090000  |
| Rial       | San Vicente  | 548            | 14,83      | 37               | 225       | 15088100000  |
| San Román  | Santa Mariña | 231            | 9,05       | 26               | 272       | 15088110000  |
| Vilariño   | San Pedro    | 69             | 4,66       | 15               | 292       | 15088120000  |

## Wirtschaft
| Ackerbau, Viehzucht und Fischerei                                                  | 0168  | 011,67 |
| Industrie                                                                          | 0179  | 012,44 |
| Bauwirtschaft                                                                      | 0157  | 010,91 |
| Dienstleistungsbetriebe                                                            | 0935  | 064,98 |
| Total                                                                              | 1.439 | 100,00 |
| * Daten aus dem Statistischen Amt für Wirtschaftliche Entwicklung in Galicien, IGE |       |        |